# Joan de Poitiers-Lusignan
Joan de Lusignan (nascut vers 1300- mort 10 d'octubre de 1343), fou regent i camarlenc del Regne Armeni de Cilícia. Era fill d'Isabel d'Armènia i d'Amalric II de Xipre.
El 28 de desembre de 1341 fou assassinat el rei d'Armènia Menor Lleó V per un grup de nakharark. No deixava successió i aquesta va venir determinada per les clàusules del seu testament segons les quals l'herència requeia en la descendència de la germana del seu pare, Isabel d'Armènia (morta el 1321, casada amb Amalric II de Xipre, del que va enviudar el 1310, però del que va tenir set fills dels que encara vivien tres mascles, el gran de nom Guiu de Lusignan al que corresponia la successió, el segon Joan, i el tercer Bohemon; els altres mascles, Hug i Enric havien mort el 1321; una filla Maria s'havia casat amb el rei Lleó IV d'Armènia Menor i l'altra Isabel s'havia casat amb el rei Oshin).
Esperant l'arribada del rei que va regnar amb el nom de Constantí IV, el seu germà Joan de Lusignan, que va arribar immediatament, va assolir la regència.
Guiu va dubtar sobre si acceptar la corona armènia, ja que la seva mare i dos germans (Hug i Enric) havien mort vers el 1321 a mans del regent Oshin de Korikos, però finalment va acceptar i va anar a Armènia l'octubre de 1342. Llavors Joan fou nomenat camarlenc.
Guiu portava amb ell una gran quantitat de cavallers llatins en teoria per defensar el regne, però en la pràctica aquest cavallers es van barrejar amb la qüestió religiosa. Guiu volia la fusió entre les esglésies armènia i romana i la noblesa armènia s'hi oposava. Joan donava suport al seu germà.
Els nakharark van anar eliminant els principals càrrecs llatins, i el 10 d'octubre de 1343 fou assassinat Joan de Lusignan
Es va casar amb Soldana, filla d'un rei de Geòrgia (segons el franciscà Dardel) i va tenir dos fills: Bohemon, que fou pretendent a la corona armènia i va morir a Venècia el 1363, i Lleó VI, que fou rei el 1373. Lleó podria ser un fill bastard.